# Kotagudda, Pavagada
Kotagudda là một làng thuộc tehsil Pavagada, huyện Tumkur, bang Karnataka, Ấn Độ.